# District de Naka (Kanagawa)
Pour les articles homonymes, voir District de Naka.
Le district de Naka (中郡, Naka-gun) est un district de la préfecture de Kanagawa au Japon.
Lors du recensement de 2000, sa population était de 63 061 habitants pour une superficie de 26 km2.

## Communes du district
- Ninomiya
- Ōiso